# Фервју (округ Кришчан, Кентаки)
Фервју (енгл. Fairview, Christian County) насељено је место без административног статуса у америчкој савезној држави Кентаки.

## Демографија
По попису из 2010. године број становника је 286.
| Група             | 2000.    | 2010.       |
| Белци             | 0 (0,0%) | 256 (89,5%) |
| Афроамериканци    | 0 (0,0%) | 26 (9,1%)   |
| Азијати           | 0 (0,0%) | 0 (0,0%)    |
| Хиспаноамериканци | 0 (0,0%) | 3 (1,0%)    |
| Укупно            | 0        | 286         |